# 李延寿
| 中國二十四史 | 中國二十四史   | 中國二十四史 | 中國二十四史 | 中國二十四史 |
| 次序         | 書名           | 作者         | 作者         |              |
| 次序         | 書名           | 姓名         | 時代         |              |
| ------------ | -------------- | ------------ | ------------ | ------------ |
| 1            | 史记           | 司馬遷       | 西漢         |              |
| 2            | 汉书           | 班固         | 東漢         |              |
| 3            | 后汉书         | 范曄         | 劉宋         |              |
| 4            | 三國志         | 陈寿         | 西晋         |              |
| 5            | 晋书           | 房玄龄等     | 唐           |              |
| 6            | 宋书           | 沈约         | 蕭梁         |              |
| 7            | 南齐书         | 萧子显       | 蕭梁         |              |
| 8            | 梁书           | 姚思廉       | 唐           |              |
| 9            | 陈书           | 姚思廉       | 唐           |              |
| 10           | 魏书           | 魏收         | 北齐         |              |
| 11           | 北齐书         | 李百药       | 唐           |              |
| 12           | 周书           | 令狐德棻等   | 唐           |              |
| 13           | 南史           | 李延寿       | 唐           |              |
| 14           | 北史           | 李延寿       | 唐           |              |
| 15           | 隋书           | 魏徵等       | 唐           |              |
| 16           | 旧唐书         | 刘昫等       | 后晋         |              |
| 17           | 新唐书         | 欧阳修等     | 北宋         |              |
| 18           | 旧五代史       | 薛居正等     | 北宋         |              |
| 19           | 新五代史       | 欧阳修       | 北宋         |              |
| 20           | 宋史           | 脱脱等       | 元           |              |
| 21           | 辽史           | 脱脱等       | 元           |              |
| 22           | 金史           | 脱脱等       | 元           |              |
| 23           | 元史           | 宋濂等       | 明           |              |
| 24           | 明史           | 张廷玉等     | 清           |              |
| 相關         | 東觀漢記       | 劉珍等       | 東漢         |              |
| 相關         | 新元史         | 柯劭忞       | 民國         |              |
| 相關         | 清史稿         | 趙爾巽等     | 民國         |              |
| 相關         | 點校本二十四史 | 顧頡剛等     | 共和國       |              |

李延寿（？—？），相州（今河南省安阳市）人，祖籍陇西郡狄道县（今甘肃省定西市临洮县），出自陇西李氏姑臧房，窦建德尚书礼部侍郎李大师第四子。

## 生平
李延寿在貞觀年间，累次补官为太子典膳丞、崇贤馆学士，曾经接受诏命与著作佐郎敬播一起编修五代的史书，又参与编撰《晋书》，不久转任御史台主簿、兼直国史。当初，李延寿的父亲李大师对前代旧事知道的很多，经常认为刘宋、南齐、南梁、南陈、北齐、北周、隋朝时天下分裂，南方称北方为“索虏”，北方指南方为“岛夷”。他们各自的史书记载本国史事详细，别国事情简略，而且在褒贬和毁誉上严重失实，李大师想着有所改正，学着《春秋》的编年方法，对南北朝的史事进行考正，没完成就去世。
李延寿几次参与修撰史书后，见闻比之前更广，于是就继承父亲的遗志修撰史书。起于北魏登国元年，止于隋朝義寧二年，创作十二本纪、八十八列传，称之为《北史》；又起于刘宋永初元年，止于南陈祯明三年，创作十本纪、七十列传，称之为《南史》。前后共有八个朝代，两书合起来有一百八十篇，将两书献给朝廷。李延寿的史书很有条理，删去了芜杂之辞，远远超过原书本身。当时的人见李延寿年轻且地位低下，对《北史》和《南史》不很称赞。之后李延寿升任符玺郎，兼修国史，不久后就去世。武德之后，邓世隆、顾胤、李延寿、李仁实等人先后编撰唐朝的国史，很为当时所称。
李延寿曾经撰写《太宗政典》上表进献，调露年间，唐高宗李治曾观看李延寿所撰《太宗政典》，长久的赞美李延寿能据实写书，下令赐予李延寿家里丝帛五十段，又命令将《太宗政典》收藏在秘阁中，另外抄录别本赐给皇太子。

## 家族

### 曾祖
- 李晓，北齐平西将军、东郡太守

### 祖父母
- 李仲举，隋朝帅都督、洛阳县令
- 崔曜曜，出自博陵崔氏的博陵第二房，北齐伏波将军、襄垣郡太守崔宣度第二女[7]

### 父亲
- 李大师，窦夏尚书礼部侍郎

### 兄弟
- 李庆孙
- 李正礼
- 李利王，唐朝金城县、平利县二县县令
- 李安世